# راس کینگ (بازیکن هاکی روی یخ)
راس کینگ (انگلیسی: Ross King; ۱۹ فوریهٔ ۱۹۱۹ – ۶ ژوئن ۱۹۷۲) بازیکن هاکی روی یخ اهل کانادا بود.
وی در مسابقات کشوری و بین‌المللی در مجموع برندهٔ ۱ مدال طلا شده‌است.